# 保华乡 (九寨沟县)
保华乡，是中华人民共和国四川省阿坝藏族羌族自治州九寨沟县下辖的一个乡镇级行政单位。

## 行政区划
保华乡下辖以下地区：
灵华村、灵保村、土门村、三合村和半山村。